# Puchar Azji w skeletonie 2024/2025
Puchar Azji w skeletonie 2024/2025 – 1. edycja tej imprezy. Cykl rozpoczął się 8 listopada 2024 r. w południowokoreańskim Pjongczangu, a zakończył 1 grudnia 2024 r. w chińskim Yanqing. Łącznie zorganizowano 16 konkursów: 8 dla kobiet i 8 dla mężczyzn.

## Kalendarz Pucharu Azji
| Lp.   | Data                        | Miejscowość | Konkurencja | 1. miejsce            | 2. miejsce            | 3. miejsce         |
| ----- | --------------------------- | ----------- | ----------- | --------------------- | --------------------- | ------------------ |
| 1. PA | 8–9 listopada 2024          | Pjongczang  | Kobiety     | Kim Meylemans         | Nicole Rocha Silveira | Anna Fernstädt     |
| 1. PA | 8–9 listopada 2024          | Pjongczang  | Mężczyźni   | Christopher Grotheer  | Yeo Chan-hyuk         | Mattia Gaspari     |
| 1. PA | 8–9 listopada 2024          | Pjongczang  | Kobiety     | Nicole Rocha Silveira | Kim Meylemans         | Jacqueline Pfeifer |
| 1. PA | 8–9 listopada 2024          | Pjongczang  | Mężczyźni   | Christopher Grotheer  | Samuel Maier          | Mattia Gaspari     |
| 2. PA | 14–15 listopada 2024        | Pjongczang  | Kobiety     | Zhu Yangqi            | Kim Min-ji            | Wang Guanshuo      |
| 2. PA | 14–15 listopada 2024        | Pjongczang  | Mężczyźni   | Yan Wengang           | Shin Yeon-su          | Yeo Chan-hyuk      |
| 2. PA | 14–15 listopada 2024        | Pjongczang  | Kobiety     | Kim Ye-rim            | Chung Ye-eun          | Wang Guanshuo      |
| 2. PA | 14–15 listopada 2024        | Pjongczang  | Mężczyźni   | Yeo Chan-hyuk         | Yan Wengang           | Shin Yeon-su       |
| 3. PA | 23–24 listopada 2024        | Yanqing     | Kobiety     | Wang Guanshuo         | Zhu Yangqi            | Kim Min-ji         |
| 3. PA | 23–24 listopada 2024        | Yanqing     | Mężczyźni   | Yan Wengang           | Yu Guoqing            | Lin Zhongxu        |
| 3. PA | 23–24 listopada 2024        | Yanqing     | Kobiety     | Zhu Yangqi            | Wang Guanshuo         | Kim Min-ji         |
| 3. PA | 23–24 listopada 2024        | Yanqing     | Mężczyźni   | Yan Wengang           | Yu Guoqing            | Lin Zhongxu        |
| 4. PA | 30 listopada–1 grudnia 2024 | Yanqing     | Kobiety     | Hong Su-jung          | Wang Guanshuo         | Kim Min-ji         |
| 4. PA | 30 listopada–1 grudnia 2024 | Yanqing     | Mężczyźni   | Zheng Ruojun          | Yu Guoqing            | Lin Zhongxu        |
| 4. PA | 30 listopada–1 grudnia 2024 | Yanqing     | Kobiety     | Wang Guanshuo         | Hong Su-jung          | Chung Ye-eun       |
| 4. PA | 30 listopada–1 grudnia 2024 | Yanqing     | Mężczyźni   | Zheng Ruojun          | Yu Guoqing            | Lin Zhongxu        |

## Klasyfikacja

### Kobiety
| Miejsce | Zawodniczka           | PYE | PYE | PYE | PYE | YAN | YAN | YAN | YAN | Punkty |
| ------- | --------------------- | --- | --- | --- | --- | --- | --- | --- | --- | ------ |
| 1.      | Nicole Rocha Silveira | 2   | 1   | —   | —   | —   | —   | —   | —   | 230    |
| 2.      | Kim Meylemans         | 1   | 2   | —   | —   | —   | —   | —   | —   | 230    |
| 3.      | Anna Fernstädt        | 3   | 4   | —   | —   | —   | —   | —   | —   | 192    |
| 4.      | Kimberley Bos         | 4   | 5   | —   | —   | —   | —   | —   | —   | 176    |
| 5.      | Wang Guanshuo         | 37  | 40  | 3   | 3   | 1   | 2   | 2   | 1   | 165    |
| 6.      | Jacqueline Pfeifer    | 8   | 3   | —   | —   | —   | —   | —   | —   | 162    |
| 7.      | Mystique Ro           | 6   | 6   | —   | —   | —   | —   | —   | —   | 152    |
| 8.      | Zhao Dan              | 5   | 8   | —   | —   | —   | —   | —   | —   | 146    |
| 9.      | Zhu Yangqi            | 27  | 26  | 1   | 4   | 2   | 1   | —   | —   | 140    |
| 10.     | Hong Su-jung          | 12  | 17  | —   | —   | —   | —   | 1   | 2   | 128    |

### Mężczyźni
| Miejsce | Zawodnik             | PYE | PYE | PYE | PYE | YAN | YAN | YAN | YAN | Punkty |
| ------- | -------------------- | --- | --- | --- | --- | --- | --- | --- | --- | ------ |
| 1.      | Yeo Chan-hyuk        | 2   | 12  | 3   | 1   | 13  | 7   | 9   | 7   | 387    |
| 2.      | Lin Zhongxu          | 29  | 29  | 4   | 4   | 3   | 3   | 3   | 3   | 341    |
| 3.      | Yan Wengang          | 16  | 18  | 1   | 2   | 1   | 1   | —   | —   | 317    |
| 4.      | Chiang Chun-hung     | 36  | 32  | 8   | 8   | 6   | 9   | 4   | 5   | 249    |
| 5.      | Yu Guoqing           | —   | —   | —   | —   | 2   | 2   | 2   | 2   | 248    |
| 6.      | Shin Yeon-su         | 28  | 26  | 2   | 3   | 10  | 8   | 10  | 12  | 248    |
| 7.      | Christopher Grotheer | 1   | 1   | —   | —   | —   | —   | —   | —   | 240    |
| 8.      | Peng Lin-wei         | 22  | 25  | 5   | 5   | 12  | 11  | 6   | 9   | 240    |
| 9.      | Zheng Ruojun         | —   | —   | —   | —   | 4   | 4   | 1   | 1   | 235    |
| 10.     | Mattia Gaspari       | 3   | 3   | —   | —   | —   | —   | —   | —   | 200    |